# Trochulus oreinos
Trochulus oreinos е вид коремоного от семейство Hygromiidae. Видът е почти застрашен от изчезване.

## Разпространение
Разпространен е в Австрия.